# شاغيلدي (مهاباد)
قرية شاغيلدي (بالكردية: شاگێلدی) هي إحدى القرى التابعة لـكاني بازار في ريف قسم خليفان من مقاطعة مهاباد، في محافظة أذربیجان الغربیة الإيرانية.

## السكان
حسب إحصاءات سنة 2006، بلغ إجمالي السكان في شاغيلدي 136 نسمة وعدد المساكن 25 مسكن. لغة سكان شاغيلدي هي اللغة الكردية و هم من أهل السنة والجماعة والمذهب الشافعي.